# Диви поля
Дивите поля (на украински: Дике Поле, на руски: Дикое Поле, на полски: Dzikie pola, на литовски: Dykra, на латински: Loca deserta, sive campi deserti inhabitati) – исторически термин, използван в полско–литовските документи от 16, 17 и 18 век за означаване на Понтийските степи на север от Черно и Азовско море. Гийом дьо Боплан, френски инженер и военен картограф първи през 1648 г. ползва това название. Поради двусмислени насоки относно местоположението на областта, то обикновено се определя в най-широки граници: между Дон на изток, Киев на север и левите притоци на Днепър на запад. До 17 век регионът е слабонаселена с номади ногайци и славянски бегълци степ.
Херодот първи описва района като част от ездитните предели на скитите. В късната Античност и през цялото Средновековие през Дивите поля преминава маршрутът на стотици родове и племена, попаднали във Великото преселение на народите. Археологически находки и исторически свидетелства поставят района в пределите на Хазарския каганат, а след това във владениеята на куманите и Киевска Рус. По-късно Дивите поля се оказват под властта на Златната Орда и това остава така до битката на Сини води (1362). Тогава Олгерд Литовски завладява областта за Великото херцогство Литва. В резултат на битката при река Ворскла през 1399 г. неговият наследник Витовт губи територията от Тимур Кутлуг – хан на Златната Орда. От 1441 западната част на Дивите поля се доминира от Кримското ханство, контролирано от Османската империя и често е арена на сблъсъци сЖечпосполита.
През Дивите поля преминават Муравския и Изюмския маршрут, важни бойни трасета на татарите за набези срещу Великото московско княжество. Това донася големи разрушения и обезлюдяването в тази област преди началото на въстанието на запорожките казаци , които също периодично грабят надолу по Днепър в лодки до брега на Черно море. Турците построяват множество градове-крепости за да защитят крайбрежието, включително Кара-Кермен (Очаков) и Хаджибей (Одеса).
До 17 век западната част на Дивите поля са обитавани избягали селяни и крепостници, които образуват основата на казачеството. По време на Въстанието на Хмелницки в северната част от тази област се заселват казаци от басейна на Днепър и тя става известна като Слободска Украйна. След няколко Руско-турски войни Екатерина Велика включва района а в състава на Руската Империя под името Новорусия. През 20 век този регион е бил разделен между Украйна, Молдова и Русия.